# Pseuduvaria glabrescens
Pseuduvaria glabrescens är en kirimojaväxtart som först beskrevs av L.W. Jessup, och fick sitt nu gällande namn av Yvonne C.F. Su och Richard M.K. Saunders. Pseuduvaria glabrescens ingår i släktet Pseuduvaria och familjen kirimojaväxter. Inga underarter finns listade i Catalogue of Life.